# Полиномы Белла
В математике, в частности в комбинаторике, полиномы Белла — это полиномы вида
{\displaystyle B_{n,k}(x_{1},x_{2},\dots ,x_{n-k+1})=\sum {n! \over j_{1}!j_{2}!\cdots j_{n-k+1}!}\left({x_{1} \over 1!}\right)^{j_{1}}\left({x_{2} \over 2!}\right)^{j_{2}}\cdots \left({x_{n-k+1} \over (n-k+1)!}\right)^{j_{n-k+1}},}
где сумма берётся по всем последовательностям j1, j2, j3, ..., jn−k+1 неотрицательных целых чисел таким, что
{\displaystyle j_{1}+j_{2}+\cdots =k} и {\displaystyle j_{1}+2j_{2}+3j_{3}+\cdots =n.}
Полиномы Белла названы так в честь математика Э. Белла.

## Полные полиномы Белла
Сумма
{\displaystyle B_{n}(x_{1},\dots ,x_{n})=\sum _{k=1}^{n}B_{n,k}(x_{1},x_{2},\dots ,x_{n-k+1})}
иногда называется n-м полным полиномом Белла. Для отличия от полных полиномов Белла, полиномы Bn, k, определённые выше, иногда называют «частичными» полиномами Белла.
Полные полиномы Белла удовлетворяют следующим условиям:
{\displaystyle B_{n}(x_{1},\dots ,x_{n})=\det {\begin{bmatrix}x_{1}&{n-1 \choose 1}x_{2}&{n-1 \choose 2}x_{3}&{n-1 \choose 3}x_{4}&{n-1 \choose 4}x_{5}&\cdots &\cdots &x_{n}\\\\-1&x_{1}&{n-2 \choose 1}x_{2}&{n-2 \choose 2}x_{3}&{n-2 \choose 3}x_{4}&\cdots &\cdots &x_{n-1}\\\\0&-1&x_{1}&{n-3 \choose 1}x_{2}&{n-3 \choose 2}x_{3}&\cdots &\cdots &x_{n-2}\\\\0&0&-1&x_{1}&{n-4 \choose 1}x_{2}&\cdots &\cdots &x_{n-3}\\\\0&0&0&-1&x_{1}&\cdots &\cdots &x_{n-4}\\\\0&0&0&0&-1&\cdots &\cdots &x_{n-5}\\\\\vdots &\vdots &\vdots &\vdots &\vdots &\ddots &\ddots &\vdots \\\\0&0&0&0&0&\cdots &-1&x_{1}\end{bmatrix}}.}

## Комбинаторная интерпретация
Если в разбиении числа n слагаемое 1 появляется j1 раз, 2 появляется j2 раза, и т.д., то количество разбиений множества мощности n, в котором мощности частей образуют это разбиение числа n, равно соответствующему коэффициенту полинома Белла.

### Примеры
Для n = 6, k = 2 мы имеем
{\displaystyle B_{6,2}(x_{1},x_{2},x_{3},x_{4},x_{5})=6x_{5}x_{1}+15x_{4}x_{2}+10x_{3}^{2}}
потому что есть
- 6 способов разбить множество мощности 6 на подмножества мощностей 5 + 1,
- 15 способов разбить множество мощности 6 на подмножества мощностей 4 + 2,
- 10 способов разбить множество мощности 6 на подножества мощностей 3 + 3.

Аналогично,
{\displaystyle B_{6,3}(x_{1},x_{2},x_{3},x_{4})=15x_{4}x_{1}^{2}+60x_{3}x_{2}x_{1}+15x_{2}^{3}}
потому что есть
15 способов разбить множество мощности 6 на подмножества мощностей 4 + 1 + 1,
60 способов разбить множество мощности 6 на подмножества мощностей 3 + 2 + 1, and
15 способов разбить множество мощности 6 на подмножества мощностей 2 + 2 + 2.

## Свойства
- {\displaystyle B_{n,k}(1!,2!,\dots ,(n-k+1)!)={\binom {n}{k}}{\binom {n-1}{k-1}}(n-k)!}

### Связь с числами Стирлинга и Белла
Значение полинома Белла Bn,k(x1, x2, …), где все xi равны 1 является числом Стирлинга второго рода:
{\displaystyle B_{n,k}(1,1,\dots )=S(n,k)=\left\{{n \atop k}\right\}.}
Сумма
{\displaystyle \sum _{k=1}^{n}B_{n,k}(1,1,1,\dots )=\sum _{k=1}^{n}\left\{{n \atop k}\right\}}
есть n-е число Белла (количество разбиений множества мощности n).

### Тождество свертки
Для последовательности xn, yn, n = 1, 2, …, определёна свёртка:
{\displaystyle (x\diamondsuit y)_{n}=\sum _{j=1}^{n-1}{n \choose j}x_{j}y_{n-j}.}
(Заметим, что пределы суммирования здесь 1 и n − 1, а не 0 и n.)
Положим, что {\displaystyle x_{n}^{k\diamondsuit }} есть n-й член последовательности 
{\displaystyle \displaystyle \underbrace {x\diamondsuit \cdots \diamondsuit x} _{k\ \mathrm {factors} }.}
Тогда
{\displaystyle B_{n,k}(x_{1},\dots ,x_{n-k+1})={x_{n}^{k\diamondsuit } \over k!}.}
Для примера вычислим {\displaystyle B_{4,3}(x_{1},x_{2})}. Так как
{\displaystyle x=(x_{1},\ x_{2},\ x_{3},\ x_{4},\ldots ),}
{\displaystyle x\diamondsuit x=(0,\ 2x_{1}^{2}\ ,\ 6x_{1}x_{2}\ ,\ 8x_{1}x_{3}+6x_{2}^{2}\ ,\ldots ),}
{\displaystyle x\diamondsuit x\diamondsuit x=(0,\ 0,\ 6x_{1}^{3},\ 36x_{1}^{2}x_{2},\ldots ),}
то
{\displaystyle B_{4,3}(x_{1},x_{2})={\frac {(x\diamondsuit x\diamondsuit x)_{4}}{3!}}=6x_{1}^{2}x_{2}.}

## Применения

### Формула Фаа-ди-Бруно
Формула Фаа-ди-Бруно может быть сформулирована в терминах полиномов Белла следующим образом:
{\displaystyle {d^{n} \over dx^{n}}f(g(x))=\sum _{k=0}^{n}f^{(k)}(g(x))B_{n,k}\left(g'(x),g''(x),\dots ,g^{(n-k+1)}(x)\right).}
Кроме того, мы можем использовать полиномы Белла, если
{\displaystyle f(x)=\sum _{n=1}^{\infty }{a_{n} \over n!}x^{n}\qquad } и {\displaystyle \qquad g(x)=\sum _{n=1}^{\infty }{b_{n} \over n!}x^{n},}
то
{\displaystyle g(f(x))=\sum _{n=1}^{\infty }{\sum _{k=1}^{n}b_{k}B_{n,k}(a_{1},\dots ,a_{n-k+1}) \over n!}x^{n}.}
В частности, полные полиномы Белла появляются в разложении экспоненты формального степенного ряда
{\displaystyle \exp \left(\sum _{n=1}^{\infty }{a_{n} \over n!}x^{n}\right)=\sum _{n=0}^{\infty }{B_{n}(a_{1},\dots ,a_{n}) \over n!}x^{n}.}

### Моменты и кумулянты
Сумма
{\displaystyle B_{n}(\kappa _{1},\dots ,\kappa _{n})=\sum _{k=1}^{n}B_{n,k}(\kappa _{1},\dots ,\kappa _{n-k+1})}
есть n-й момент распределения вероятностей, первые n кумулянтов которых равны κ1, …, κn.  Другими словами, n-й момент равен значению n-го полного полинома Белла на первых n кумулянтах.

### Представление полиномиальных последовательностей биномиального типа
Для заданной последовательности чисел a1, a2, a3, … положим
{\displaystyle p_{n}(x)=\sum _{k=1}^{n}B_{n,k}(a_{1},\dots ,a_{n-k+1})x^{k}.}
Тогда эта последовательность полиномов имеет биномиальный тип, т.е. она удовлетворяет биномиальным условиям
{\displaystyle p_{n}(x+y)=\sum _{k=0}^{n}{n \choose k}p_{k}(x)p_{n-k}(y)} для n ≥ 0.
Теорема: Все полиномиальные последовательности биномиального типа представляются в таком виде.
Eсли мы рассмотрим
{\displaystyle h(x)=\sum _{n=1}^{\infty }{a_{n} \over n!}x^{n}}
как формальный степенной ряд, то для всех n,
{\displaystyle h^{-1}\left({d \over dx}\right)p_{n}(x)=np_{n-1}(x).}

## Программное обеспечение
- Полиномы Белла, полные полиномы Белла и обобщённые полиномы Белла реализованы в Mathematica как BellY Архивная копия от 20 марта 2014 на Wayback Machine.